# Florian Chakiachvili
Florian Chakiachvili (* 18. března 1992 Briançon) je francouzský lední hokejista, v současné době hraje za tým Diables Rouges de Briançon v Ligue Magnus. Hraje na pozici obránce.

## Reprezentace
Nastupoval za francouzské mládežnické reprezentace.
Zúčastnil se Mistrovství světa juniorů 2011 (II. divize v Estonsku) a Mistrovství světa juniorů 2012 (I. divize v Polsku).
Zúčastnil se MS 2014 v Bělorusku a MS 2015 v ČR.